# New York Knicks 1975-1976
La stagione 1975-76 dei New York Knicks fu la 27ª nella NBA per la franchigia.
I New York Knicks arrivarono quarti nella Atlantic Division della Eastern Conference con un record di 38-44, non qualificandosi per i play-off.

## Roster
| N° | Naz.                   | Ruolo | Sportivo        | Anno | Alt. | Peso |
| -- | ---------------------- | ----- | --------------- | ---- | ---- | ---- |
| 9  | Stati Uniti (bandiera) | G     | Butch Beard     | 1947 | 191  | 84   |
| 10 | Stati Uniti (bandiera) | AC    | Walt Frazier    | 1945 | 193  | 91   |
| 15 | Stati Uniti (bandiera) | G     | Earl Monroe     | 1944 | 191  | 84   |
| 16 | Stati Uniti (bandiera) | G     | Ken Mayfield    | 1948 | 188  | 84   |
| 18 | Stati Uniti (bandiera) | AC    | Phil Jackson    | 1945 | 203  | 100  |
| 20 | Stati Uniti (bandiera) | A     | Gene Short      | 1953 | 198  | 91   |
| 24 | Stati Uniti (bandiera) | GA    | Bill Bradley    | 1943 | 196  | 93   |
| 25 | Stati Uniti (bandiera) | GA    | Jim Barnett     | 1944 | 193  | 77   |
| 31 | Stati Uniti (bandiera) | A     | Mel Davis       | 1950 | 198  | 100  |
| 40 | Stati Uniti (bandiera) | AC    | John Gianelli   | 1950 | 208  | 100  |
| 41 | Stati Uniti (bandiera) | C     | Neal Walk       | 1948 | 208  | 100  |
| 42 | Stati Uniti (bandiera) | AC    | Spencer Haywood | 1949 | 203  | 102  |
| 43 | Stati Uniti (bandiera) | A     | Harthorne Wingo | 1947 | 198  | 95   |
| 44 | Stati Uniti (bandiera) | G     | Larry Fogle     | 1953 | 196  | 93   |
| 46 | Stati Uniti (bandiera) | A     | Dennis Bell     | 1951 | 196  | 84   |

## Staff tecnico
- Allenatore: Red Holzman
- Vice-allenatori: Dick McGuire, Dick Barnett